# Tuna kyrka, Uppland
Tuna kyrka är en kyrkobyggnad som tillhör Tuna församling i Rasbo pastorat, Uppsala stift. Kyrkan ligger i Tuna, vid länsväg 273, söder om Alunda.

## Kyrkobyggnaden
Tuna kyrka är en salkyrka uppförd av sten och tegel. I nordost finns en utbyggd sakristia och i sydväst ett vapenhus. Väggarna har en stomme av gråsten och är klädda med tegel omkring två meter från markytan och uppåt. Ytterväggarnas tegelbeklädnad är oputsad och dekorerad med blinderingar, nischer och strömskift. I koret finns en medeltida trefönstergrupp med spetsbågig omfattning.

### Tillkomst och medeltida ombyggnader
Långhuset uppfördes under folkungatiden och tillkom vid slutet av 1200-talet eller i början av 1300-talet. Troligen har kyrkan haft en mindre, äldre sakristia, då den nuvarande är byggd på senmedeltiden. Vapenhuset är uppfört samtidigt med den ursprungliga sakristian och är ett av de äldsta i Uppland. Vapenhuset ligger inte i förband med långhuset och har ett sekundärt takvalv. Under 1400-talet fick kyrkorummet sina nuvarande tegelvalv. Ovanför dessa finns rester av ett äldre treklövervalv av trä.

### Senare ombyggnader
En hårdhänt restaurering genomfördes 1892–1894 efter ritningar av byggmästare C.A. Ekholm i Uppsala då kyrkans exteriör fick sitt nuvarande utseende. Bland annat belades yttertaket med galvaniserad plåt. Samtidigt upptäcktes kalkmålningar som varit överputsade. Ny puts lades på och försågs med nya målningar. 1951-1952 genomfördes en restaurering under ledning av arkitekt Claes Laurent. Elvärme installerades, plåttaket målades ärggrönt och de äkta medeltidsmålningarna togs fram och konserverades. I vapenhuset har målningarna från 1894 behållits. Även i sakristian finns några målningar från 1894 kvar.

## Inventarier
- I koret står en dopfunt av kalksten med rika ornament. Funten är samtida med kyrkan. Tillhörande dopfat är ett tyskt arbete från 1500-talet.
- Ett par medeltida träskulpturer föreställer heliga Birgitta och biskop Sankt Henrik.
- Gamla predikstolen från 1676 är skulpterad i barockstil.
- Altaruppsatsen av bonad ek tillkom vid restaureringen 1894.

### Orgel
- 1663 byggdes ett positiv med 4 stämmor på en läktare över sakristiedörren. Orgeln bekostades av riksrådet Göran Fleming. Den renoverades och tillbyggdes 1741-1742 med ett 5 stämmigt pedalverk som skänktes av inspektor Carl Hylting och byggdes av Carl Holm, Uppsala.[1]

| Manual       | Pedal         |
| Principal 4´ | Principal 8'  |
| Gedackt 4'   | Gedackt 8'    |
| Oktava 2'    | Spetsflöjt 4' |
| Mixtur       | Kvinta 4'     |
|              | Trumpet 8'    |

- Den nuvarande orgeln är byggd 1894 av Setterquist & Son, Örebro och är en mekanisk orgel med slejflådor. Tonomfånget är på 54/27 och fasaden är från 1894. Den omdisponerades 1957 av Åkerman & Lunds Nya Orgelfabriks AB, Knivsta. Subbas 16' har en särskild pneumatisk låda.

| Huvudverk I      | Svällverk II      | Pedal            | Koppel |
| Borduna 8´       | Rörflöjt 8´       | Subbas 16´       | I/P    |
| Principal 4´     | Täckflöjt 4´      | Gedackt 8´       | II/P   |
| Gedacktpommer 4' | Flageolett 2'     | Gedacktpommer 4' | II/I   |
| Oktava 2'        | Cymbel II         |                  |        |
| Mixtur III-IV 1' | Crescendosvällare |                  |        |
| Regal 8'         |                   |                  |        |

## Omgivning
Omgivande kyrkogårdsmur var i äldre tider försedd med tak av trä. Ingångar fanns i nordväst, söder samt öster mot en prästgård. Åtminstone den södra ingången var en medeltida stiglucka. Vid 1800-talets början revs alla dessa tre kyrkogårdsportar. 1936 utvidgades kyrkogården åt väster, och på det nya områdets norra sida uppfördes 1953 ett bårhus efter ritningar av Claes Laurent. Bårhuset ligger delvis insprängt i klippan.

### Klockstapeln
På krönet av en höjd norr om kyrkan finns en fristående klockstapel som uppfördes 1768 och reparerades 1795. Troligen var det 1795 som stapeln kläddes in med brädor. Spår av rödfärg har hittats på bärande stockar vilket antyder att klockstapeln från början var en öppen konstruktion. I stapeln hänger tre kyrkklockor. Storklockan är tillverkad 1526 och omgjuten 1771 samt 1892. Mellanklockan är omgjuten fyra gånger, senast 1946. Lillklockan bär årtalet 1648.

## Bildgalleri

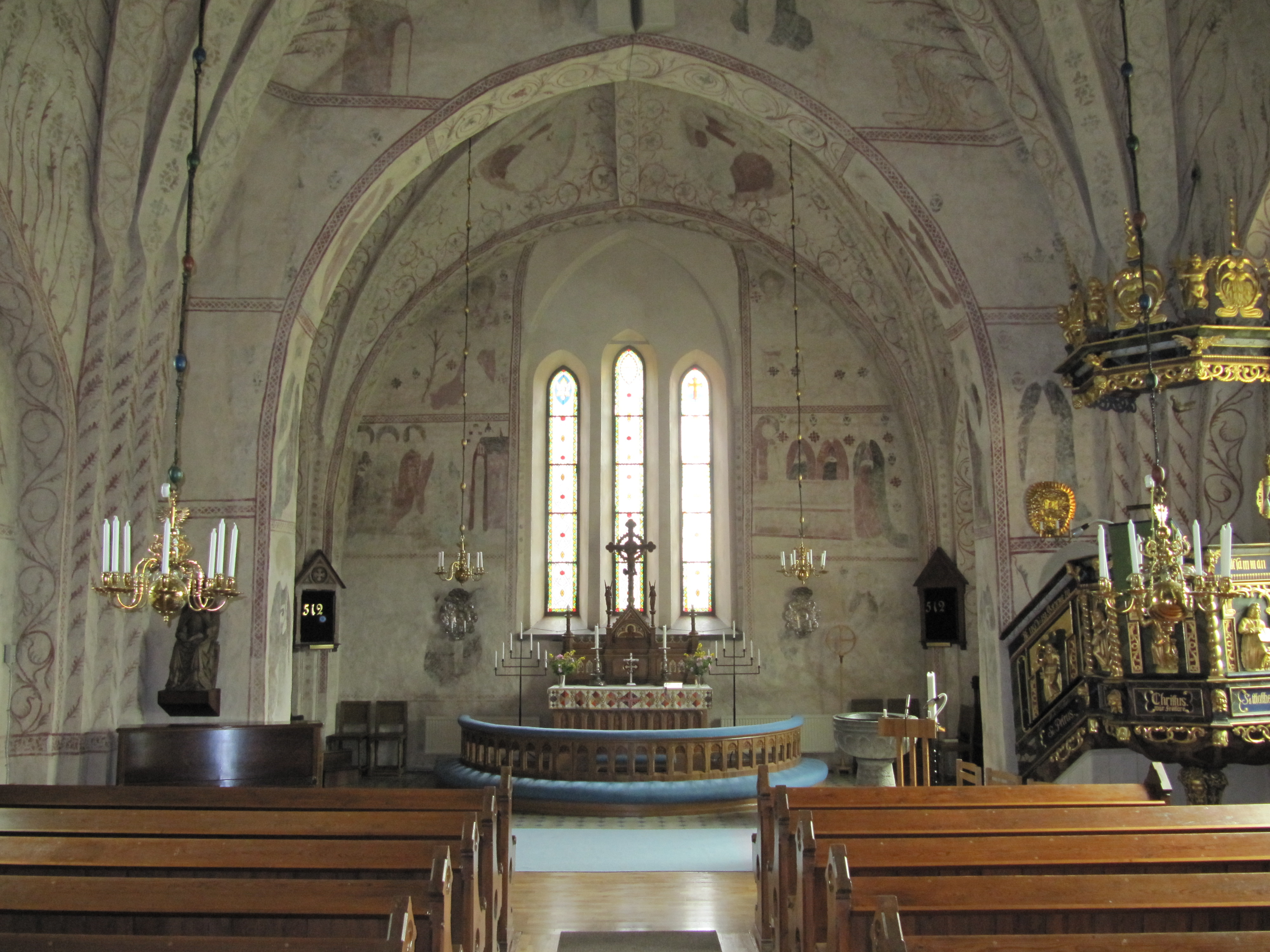
Kyrkorum
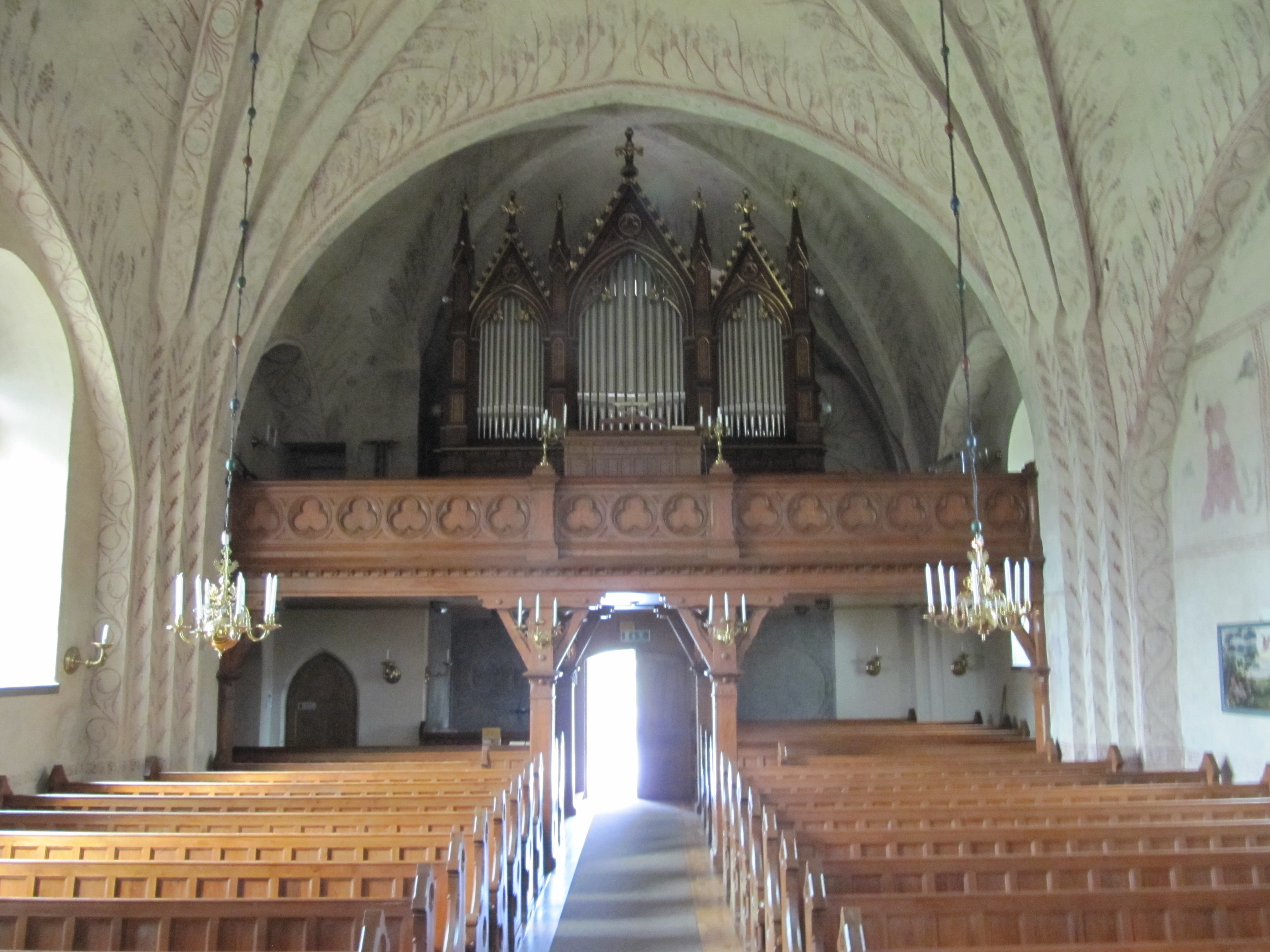
Kyrkorum mot orgelläktare
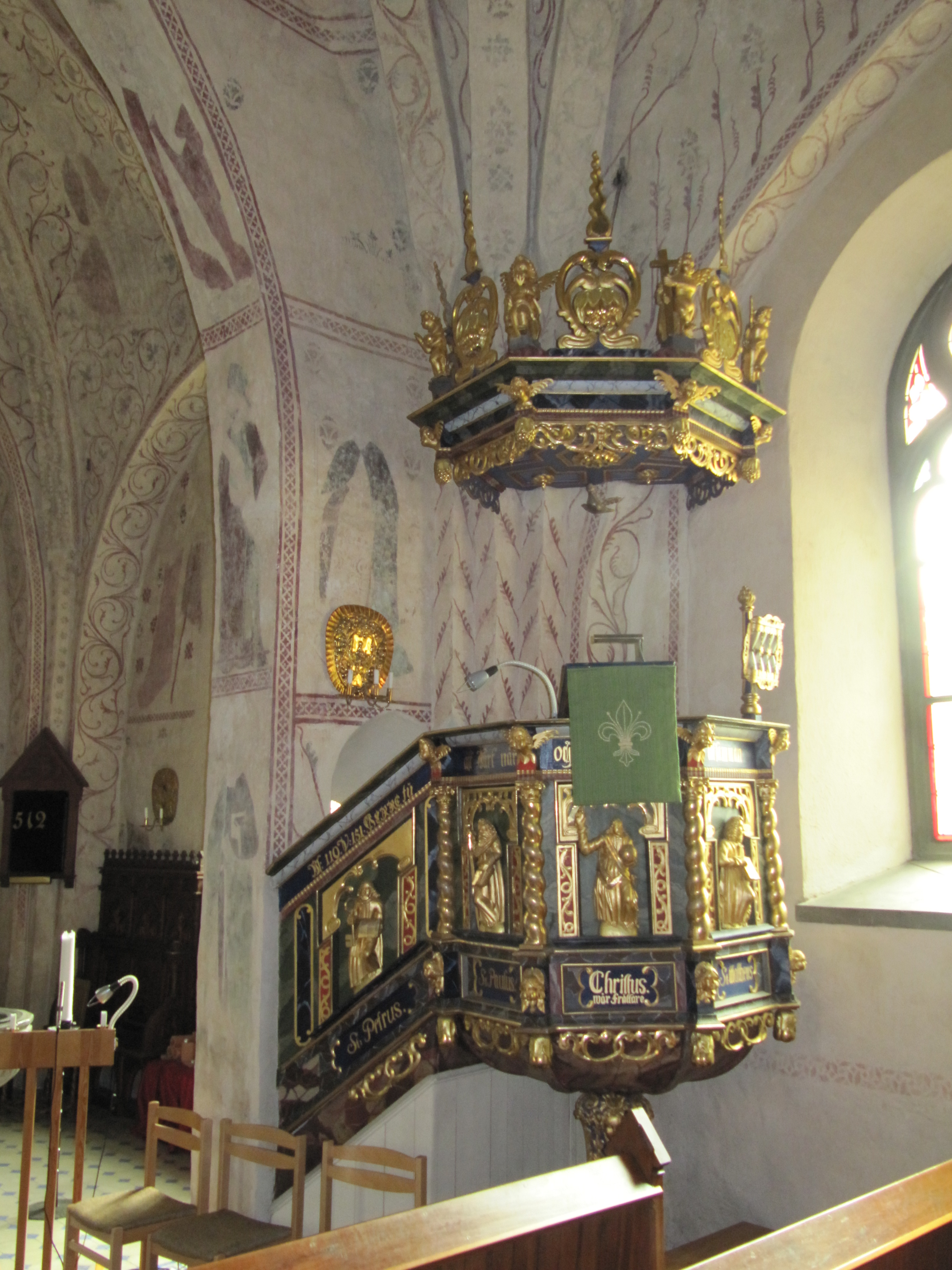
Predikstol
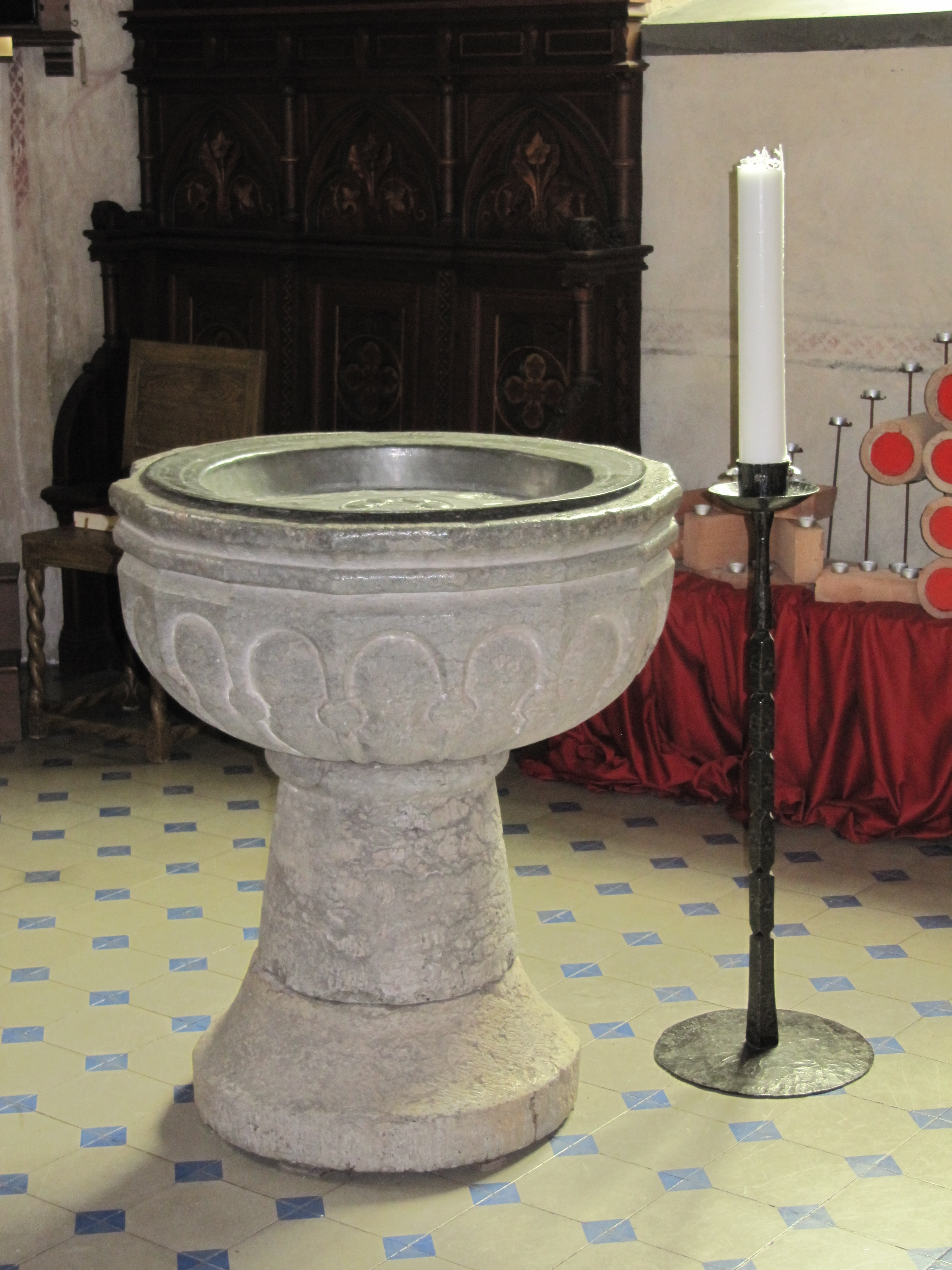
Dopfunt
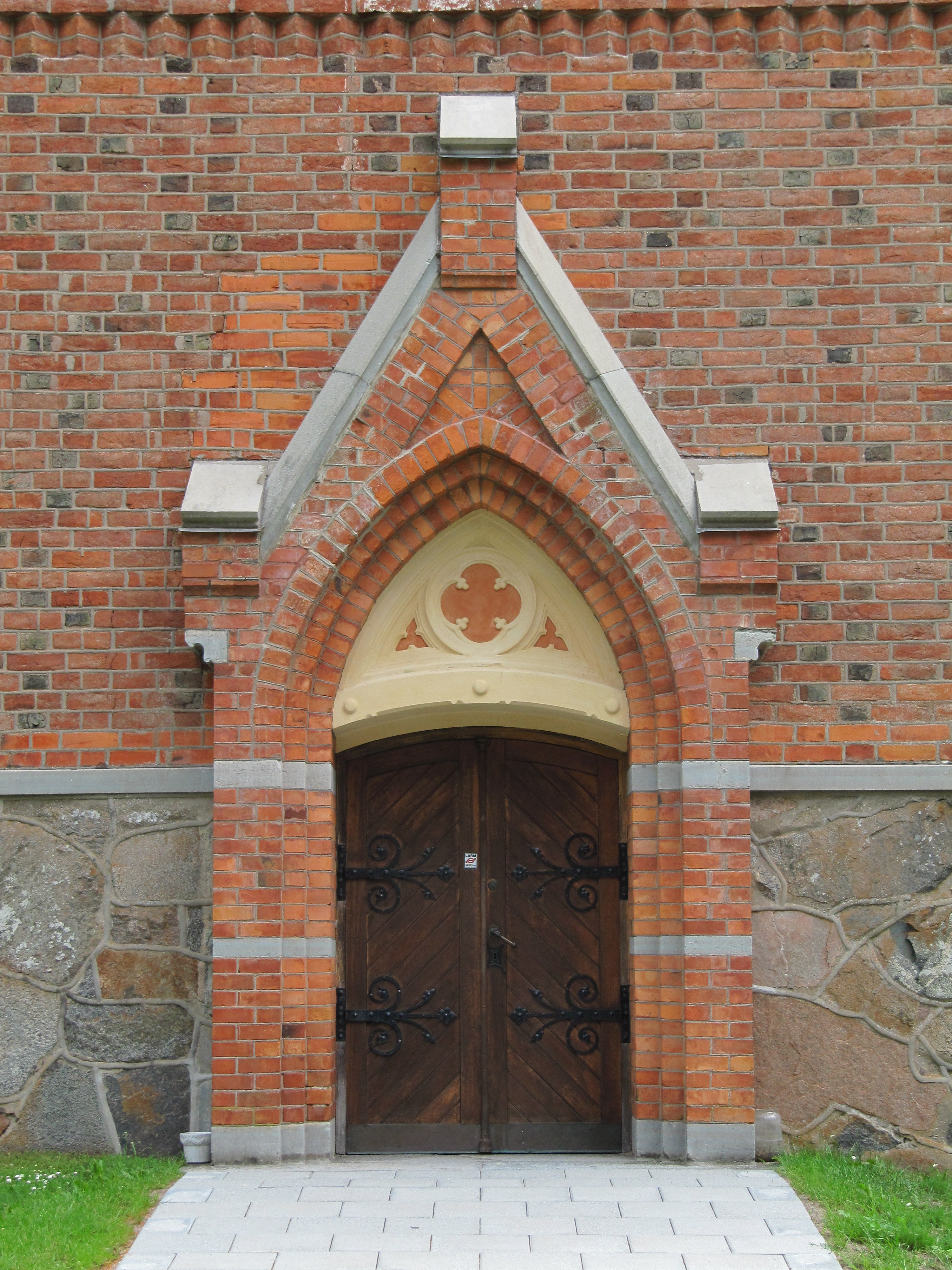
Västra portalen
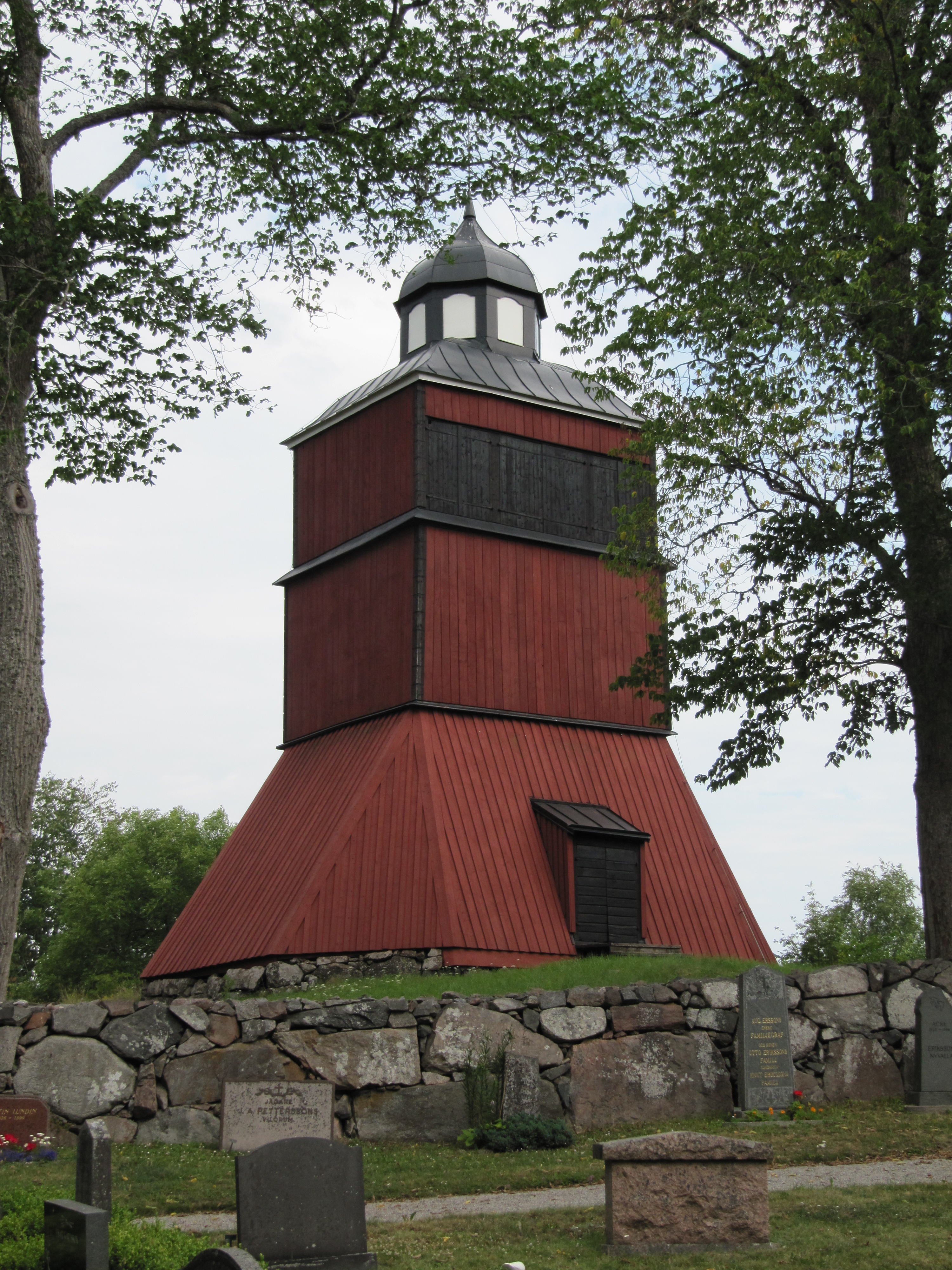
Klockstapeln